# 홍키 통크 맨
웨인 패리스(Wayne Farris)는 본명은 로이 웨인 패리스(Roy Wayne Farris, 1953년 1월 25일 ~ )다. 미국의 남자 프로레슬링선수며 그가 제리 롤러의 사촌관계라고 할 수 있다. 키는 183cm 몸무게는 112kg이다. 피니쉬는 쉐이킷 래틀 앤 롤(스윙 넥브레이커), 엘 카봉(기타 샷)으로 자주 사용을 하지만 엘 카봉은 반칙용 피니쉬 기술이라서 심판 한눈 판 사이에 몰래 날리는 그런 기술도 자주 사용을 한다. 1977년 프로레슬링 입문으로 WWF 1986년 미국의 남자 가수 엘비스 프레슬리의 패러디로 링네임은 홍키 통크 맨(The Honky Tonk Man)으로 링네임을 사용을 하면서 등장을 했지만 그 당시 1987년 6월 그는 끝내 1988년 WWF 썸머슬램 1988에서 워리어한테 타이틀을 빼앗기고 만다. 1988년부터는 WWF 리듬 앤 블루스악역 태그팀 라는 그렉 발렉타인라는 같이 활동을 한적도 있었다. 1991년 WWF에서 떠나고 말았으나 1994년 WCW에서 활동을 했으나 1997년 WWF에서 빌리 건 매니저를 맡은적도 있었으나 1998년 WWF에서 떠났으나 2001년 로얄 럼블에서 등장을 한다. 그리고 2008년 WWE 사이버 선데이 2008에서 산티노 마렐라랑 상대를 한적도 있었는데... 그리고 WWE 2009년 명예의 헌액자 코코 비 웨어를 헌액을 시킨적도 있었다. 뜬끔없이 안나오던 그가 2013년 3월 4일 WWE Raw에서 3MB멤버 히스 슬레이터한테 엘 카봉으로 한방에 먹이면서 춤을 추게 되었다.2019년 명예의 전당에 헌액 되었다. 레슬러로서는 경박한 악역을 주로 맡아왔다.
국내에서는 홍키 통크 맨 또는 통기타맨으로 불리었다.

## 수상
- WAW 사우던 태그팀 챔피언 4회 - 레리 라뎀 (3회), 야마모토 토지 (1회)
- NWA 미드 아메리카 태그팀 챔피언 3회 - 레리 라뎀 (3회)
- NWA 사우디선 태그팀 챔피언 1회 - 론 스타 (1회)
- 스템피드 인터내셔널 태그팀 챔피언 3회 - 론 스타 (2회), 쿠바 어새신 (1회)
- UCW 태그팀 챔피언 1회 - 부시워커 루크 (1회)
- NSWA 태그팀 챔피언 1회 - 그렉 발렌타인 (1회)
- MEWF 월드 헤비웨이트 챔피언 1회
- XJAM 월드 헤비웨이트 챔피언 1회
- WWC 월드 캐리비안 헤비웨이트 챔피언 1회
- 스탬피드 노스 아메리칸 헤비웨이트 챔피언 1회
- NWA 엘리바마 월드 헤비웨이트 챔피언 1회
- NWA 사우디션 월드 헤비웨이트 챔피언 1회
- NWA 사우디션 유나이티드 스테이츠 월드 헤비웨이트 주니어 챔피언 1회
- WWF 인터콘티넨탈 챔피언 1회